# Love Me Two Times
„Love Me Two Times“ je píseň americké skupiny The Doors. Vyšla roku 1967 jako druhý singl k albu Strange Days vydaném téhož roku. V americkém žebříčku Billboard dosáhla 25. místa, jejím autorem je Robby Krieger. Skladbu též hráli Aerosmith na svém unplugged vystoupení. Velšský hudebník a skladatel John Cale vydal svou verzi písně na desce Live at Rockpalast.